# Roger Marx
Roger Marx (Nancy, 28 de agosto de 1859–París, 13 de diciembre de 1913) fue un crítico de arte francés. 

## Biografía
En 1888 fue nombrado inspector de Bellas Artes. Al año siguiente organizó la primera Exposición Centenal del arte francés. En la Exposición Universal de París de 1900 presentó por primera vez de forma oficial al grupo impresionista, hasta entonces relegados de los círculos académicos oficiales. Potenció el arte de vanguardia, tanto desde su posición institucional como en sus obras escritas. Fue uno de los primeros en destacar la validez de la obra de artistas como Edgar Degas, Honoré Daumier y Paul Cézanne. También impulsó la obra de jóvenes artistas, como Pierre Bonnard.
Colaboró con la revista L'estampe originale (1893-1895), dedicada a la publicación de estampas originales, la cual publicó nueve álbumes, donde se expuso la obra de setenta y cuatro artistas.
Entre sus obras se encuentran: Estudios de arte lorenés (1882), La decoración y el arte industrial en la Exposición Universal de 1889 (1890), La colección de los Goncourt (1897), La decoración y las industrias de arte en la Exposición Universal de 1900 (1902), La Exposición centenal del arte francés (1903), Arte social (1903), Maestros de ayer y de hoy (1914).
En 1903 fue nombrado Comendador de la Legión de Honor.
Su hijo Claude Roger-Marx fue historiador del arte y dramaturgo.